# 鹿鸣书院
鹿鸣书院，位于中国广东省肇庆市德庆县播植镇政府大院，为德庆县的一个县级文物保护单位，类型为古建筑，公布时间为2001年8月23日。
鹿鸣书院的历史年代为清嘉庆。